# Quatre hitokiri du Bakumatsu
« Hitokiri » redirige ici. Pour le film de Hideo Gosha, voir Puni par le ciel.

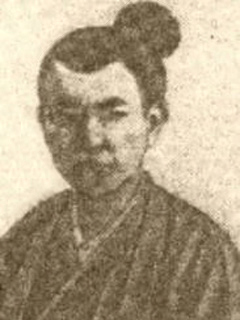
Le samouraï Kawakami Gensai

Les quatre hitokiri du Bakumatsu (幕末四大人斬り, Bakumatsu yon daihitokiri) sont quatre samouraïs de l'histoire du Japon, agissant comme assassins pendant l'époque du Bakumatsu. Ces quatre hommes sont : Kawakami Gensai, Toshiaki Kirino, également connu sous le nom de Hanjirō Nakamura, Tanaka Shinbei et Okada Izō. Soutien à l'empereur Meiji, ils se sont opposés au shogunat Tokugawa. Ces quatre samouraïs étaient des guerriers d'élite, considérés comme invincibles par les personnes ordinaires. Le mot « hitokiri » signifie littéralement « tueur » ou « assassin ». Le Shinsen gumi fut notamment créé pour s'opposer à eux.

## Histoire
- Tanaka Shinbei est arrêté en 1863, alors que son épée est retrouvée sur le lieu d'un assassinat ; il se suicide avec celle-ci lors de son interrogatoire.
- Okada Izō meurt avant l'avènement de l'empereur Meiji (1865), exécuté.
- Kawakami Gensai survit aux troubles de la restauration de Meiji, mais est arrêté et condamné après celle-ci sous de fausses accusations montées par le gouvernement de Meiji qui voyait en lui une menace potentielle (1872).
- Kirino Toshiaki devient général de l'Armée impériale, puis rejoint son ancien clan durant la rébellion de Satsuma. Il meurt lors du dernier affrontement de la rébellion : la bataille de Shiroyama (1877).

## Représentations contemporaines
- Puni par le ciel (Hitokiri) est un film de 1969 réalisé par Hideo Gosha avec Shintarō Katsu dans le rôle d'Okada Izō et Yukio Mishima dans celui de Tanaka Shinbei.
- Le manga Kenshin le vagabond parle d'un ancien hitokiri inspiré de Kawakami Gensai.
- Une classe de personnages de For Honor est nommé Hitokiri.
- Les quatre apparaissent dans Rise of the ronin bien que de manière peu fidèle à la réalité pour les personnages autres que Okada Izô.